# Ситкин (посёлок)
Ситкин — посёлок в Покровском районе Орловской области России.
Входит в состав Дросковского сельского поселения.

## География
Находится северо-восточнее посёлка Орлы рядом с автомобильной трассой Р-119.

## Население
| 2010 |
| ---- |
| 1    |